# 蛋白核小球藻
蛋白核小球藻（学名：Auxenochlorella pyrenoidosa）是綠藻門共球藻綱小球藻目小球藻科异养小球藻属的一种淡水绿藻，全球均有分布。种名pyrenoidosa是指小球藻叶绿体内存在突出的类蛋白核。 
蛋白核小球藻原分类为小球藻属，学名是Chlorella pyrenoidosa，2015年改为异养小球藻属。2012年, 中华人民共和国卫生部批准蛋白核小球藻（Chlorella pyrenoidosa）藻粉为新资源食品，但在公告中将种名pyrenoidosa错拼为pyrenoidesa。市面上出售的标为“Chlorella pyrenoidosa”的藻粉实际多为普通小球藻(C. vulgaris)或索罗金小球藻(C. sorokiniana)等近缘物种制作而成。